# Barrage de Chender
Le barrage de Chender ou barrage de Boumraou ou barrage de Laâzib Zaâmoum ou barrage de Naciria est une retenue d'eau de la Basse Kabylie de Djurdjura (ou l'actuelle wilaya de Boumerdès en Kabylie, Algérie), qui se situe au sud-ouest de la ville de Naciria, ville nodale de Kabylie, rattachée à la wilaya de Boumerdès, et près du village de Boumraou. 
Le barrage de Chender est l'un des 65 barrages opérationnels en Algérie alors que 30 autres sont en cours de réalisation en 2015.

## Géographie

### Localisation
Le barrage de Chender est situé au centre de plusieurs villages, dont le village de Boumraou, au sud-ouest de la ville de Naciria.